# مركب رباعي الحلقات

دوكسيسايكلين وهو من المضادات الحيوية ضمن مجموعة التتراسايكلينات.

ميرتازابين، وهو مضاد اكتئات رباعي الحلقات.

المركبات رباعية الحلقات هي مركبات حلقية تحتوي على ذرات تشكل حلقة، مثل قاعدة تروجر.
بعض المركبات ثلاثية الحلقات تحتوي ثلاث حلقات متصلة ببعضها وتمثل نواة المركب، لكن توجد حلقة رابعة ترتبط بها أيضا فيمكن تصنيفها ضمن المركبات رباعية الحلقات، كما في حالة سيكلازيندول.
ومن الأدوية التي توجد على شكل مركبات رباعية الحلقات:
- مضادات الاكتئاب رباعية الحلقات، مثل ميانسيرين وميرتازابين ومابروتيلين وغيرها.][2]
- التتراسيكلينات، مثل دوكسيسايكلين وتتراسيكلين وتيغيسيكلين وغيرها.
- الستيرويدات